# Wireless World
Wireless World var namnet på en engelsk tidskrift för radio- och elektronikentusiaster som efter namnändring kommer ut under namnet Electronics World.
Marconi Company publicerade första numret av tidskriften The Marconigraph i april 1911. Det var den första tidskriften som var speciellt skriven för trådlös kommunikation och var mycket uppskattad bland ingenjörer och operatörer.